# Arturo Pérez-Reverte (piłkarz)
Arturo Juan Rodríguez Pérez-Reverte (ur. 30 kwietnia 1989 w Kartagenie) – hiszpański piłkarz występujący na pozycji napastnika w Córdoba CF.